# Östertjärnen (Stensele socken, Lappland)
Östertjärnen är en sjö i Storumans kommun i Lappland och ingår i Umeälvens huvudavrinningsområde. Sjön har en area på 0,345 kvadratkilometer och ligger 272 meter över havet.

## Delavrinningsområde
Östertjärnen ingår i det delavrinningsområde (720878-159814) som SMHI kallar för Inloppet i Blåviken. Medelhöjden är 288 meter över havet och ytan är 13,99 kvadratkilometer. Räknas de 5 avrinningsområdena uppströms in blir den ackumulerade arean 62,68 kvadratkilometer. Hattnijaurbäcken som avvattnar avrinningsområdet har biflödesordning 2, vilket innebär att vattnet flödar genom totalt 2 vattendrag innan det når havet efter 209 kilometer. Avrinningsområdet består mestadels av skog (77 procent). Avrinningsområdet har 1,08 kvadratkilometer vattenytor vilket ger det en sjöprocent på 7,7 procent.